# Catholic-Hierarchy.org
Catholic-Hierarchy.org là một cơ sở dữ liệu trực tuyến bao gồm dữ liệu về các giám mục và giáo phận của Giáo hội Latinh và 23 giáo hội Công giáo Đông phương hiệp thông trọn vẹn với Tòa Thánh tại Roma. Hiện tại, trang web này chưa được Giáo hội Công giáo công nhận cách chính thức. Trang web này là một dự án cá nhân của ông David M. Cheney (sinh năm 1966), hiện đang sinh sống tại Kansas City, tiểu bang Kansas.